# Esther Farinde
Esther Farinde est une chanteuse et compositrice britannique, d'origine nigériane.
Elle est également connue en tant qu'animatrice d'ateliers vocaux et encadre les jeunes chanteurs en herbe grâce à son implication dans les chorales d'églises, ainsi que dans des projets tels que RM19 sous les auspices du Royal Opera House.

## Biographie
Esther Farinde est née le 19 février 1984 au Nigeria : elle est la 7e de 10 enfants, de parents originaires d'Efon Alaaye, dans l'État d'Ekiti dans l'Est du Nigeria. Elle grandit en Angleterre, où elle fréquente l'Ecclesbourne School, l'Islington Green School et le City and Islington College. Entre 2003 et 2006, Esther poursuit ses études à l'université de Northampton où elle obtient un baccalauréat universitaire en musique et médias.
Esther commence à chanter à l'âge de 4 ans dans l'église de ses parents : tous deux sont pasteurs de l'Église apostolique du Christ (en). Elle dirige durant 18 ans les chorales de l'église.
Esther Farinde est la gagnante de l'émission Time2Shine (en), saison 2014, qui a pour vocation de découvrir les nouveaux talents de la musique gospel, au Royaume-Uni. La finale est retransmise en direct à partir du théâtre Hackney Empire, le 25 octobre 2014. En 2018, elle sort un single Song Cry.